# Thaumalea thomasi
Thaumalea thomasi är en tvåvingeart som beskrevs av Vaillant 1981. Thaumalea thomasi ingår i släktet Thaumalea och familjen mätarmyggor.
Artens utbredningsområde är Frankrike. Inga underarter finns listade i Catalogue of Life.